# Руис, Фабиан
Фабиа́н Руи́с Пе́нья (исп. Fabián Ruiz Peña, испанское произношение: [faˈβjan rwiθ ˈpeɲa]; род. 3 апреля 1996[…], Лос-Паласиос-и-Вильяфранка, Андалусия) — испанский футболист, полузащитник клуба «Пари Сен-Жермен» и сборной Испании. Полуфиналист чемпионата Европы 2020 года, чемпион Европы 2024 года.

## Клубная карьера
Фабиан Руис родился в Лос-Паласьос-и-Вильяфранке, Севилья, Андалусия. В 2004 году, в возрасте восьми лет, футболист присоединился к молодёжной команде клуба «Реал Бетис», покинув футбольную школу «Лас-Паласьос» из своего родного города. В июле 2014 года Фабиан был повышен до резервной команды и дебютировал за неё 21 сентября в Сегунде Б, выйдя на замену во втором тайме в домашнем матче против «Марбельи» (1:4).
13 декабря Фабиан провёл свой первый поединок за основную команду, заменив Хави Торреса на 51-й минуте в матче Сегунды против «Луго» (1:0). Он появился в шести матчах в течение сезона и вышел в чемпионат Испании вместе со своей командой.
Фабиан дебютировал в высшем дивизионе испанского футбола 23 августа 2015 года, заменив Альфреда Н’Диая в домашнем матче против «Вильярреала» (1:1). 23 декабря следующего года он продлил свой контракт до 2019 года, после чего перешёл на правах аренды в клуб Сегунды «Эльче».
17 марта 2017 года Фабиан забил свой первый гол на профессиональном уровне, открыв счёт в матче против «Химнастика» (3:1). По итогам сезона он провёл 18 матчей за «Эльче» и не смог помочь команде сохранить место в Сегунде.
5 июля 2018 года Фабиан Руис стал игроком итальянского «Наполи», контракт подписан на 5 лет, зарплата Фабиана в «Наполи» составит 2.5 млн евро в год. По неофициальным данным, сумма трансфера составила 30 млн евро.
31 августа 2022 года Фабиан перешёл в Пари Сен-Жермен, подписав контракт на 5 лет

## Карьера в сборной
Летом 2019 года Фабиан был приглашён в сборную для участия в Чемпионате Европы среди молодёжных команд, который состоялся в Италии. В третьем матче в группе против Польши он отличился голом на 39-й минуте и его команда разгромила соперника 5:0. В решающем матче на 8-й минуте забил гол, что помогло обыграть Германию и завоевать титул Чемпиона Европы.

## Достижения
«Реал Бетис»
- Победитель Сегунды: 2014/15

«Наполи»
- Обладатель Кубка Италии: 2019/20

«Пари Сен-Жермен»
- Чемпион Франции (3): 2022/23, 2023/24, 2024/25
- Обладатель Кубка Франции (2): 2023/24, 2024/25
- Обладатель Суперкубка Франции: 2024
- Победитель Лиги чемпионов УЕФА: 2024/25
- Обладатель Суперкубка УЕФА: 2025

Сборная Испании
- Победитель чемпионата Европы среди молодёжных команд: 2019
- Чемпион Европы: 2024
- Победитель Лиги наций УЕФА: 2022/23

### Личные
- Вошёл в состав символической сборной чемпионата Европы: 2024[11]

## Клубная статистика
| Выступление      | Выступление                | Выступление                | Лига | Лига | Кубки | Кубки | Еврокубки | Еврокубки | Итого | Итого |
| Клуб             | Лига                       | Сезон                      | Игры | Голы | Игры  | Голы  | Игры      | Голы      | Игры  | Голы  |
| ---------------- | -------------------------- | -------------------------- | ---- | ---- | ----- | ----- | --------- | --------- | ----- | ----- |
| Реал Бетис       | Сегунда                    | 2014/15                    | 6    | 0    | —     | —     | —         | —         | 6     | 0     |
| Реал Бетис       | Примера                    | 2015/16                    | 12   | 0    | 1     | 0     | —         | —         | 13    | 0     |
| Реал Бетис       | Примера                    | 2016/17                    | 4    | 0    | 1     | 0     | —         | —         | 5     | 0     |
| Эльче→           | Сегунда                    | 2016/17                    | 18   | 1    | —     | —     | —         | —         | 18    | 1     |
| Реал Бетис       | Примера                    | 2017/18                    | 34   | 3    | 1     | 0     | —         | —         | 35    | 3     |
| Реал Бетис       | Итого за «Бетис»           | Итого за «Бетис»           | 56   | 3    | 3     | 0     | —         | —         | 59    | 3     |
| Наполи           | Серия А                    | 2018/19                    | 27   | 5    | 2     | 1     | 11        | 1         | 40    | 7     |
| Наполи           | Серия А                    | 2019/20                    | 33   | 3    | 5     | 1     | 8         | 0         | 46    | 4     |
| Наполи           | Серия А                    | 2020/21                    | 33   | 3    | 1     | 0     | 8         | 1         | 42    | 4     |
| Наполи           | Серия А                    | 2021/22                    | 32   | 7    | 1     | 0     | 5         | 0         | 38    | 7     |
| Наполи           | Итого за «Наполи»          | Итого за «Наполи»          | 125  | 18   | 9     | 2     | 32        | 2         | 166   | 22    |
| Пари Сен-Жермен  | Лига 1                     | 2022/23                    | 27   | 3    | 3     | 0     | 7         | 0         | 37    | 3     |
| Пари Сен-Жермен  | Лига 1                     | 2023/24                    | 21   | 1    | 5     | 2     | 9         | 0         | 35    | 3     |
| Пари Сен-Жермен  | Лига 1                     | 2024/25                    | 28   | 4    | 6     | 0     | 14        | 0         | 48    | 4     |
| Пари Сен-Жермен  | Итого за «Пари Сен-Жермен» | Итого за «Пари Сен-Жермен» | 76   | 8    | 14    | 2     | 30        | 0         | 120   | 10    |
| Всего за карьеру | Всего за карьеру           | Всего за карьеру           | 275  | 30   | 26    | 4     | 62        | 2         | 363   | 36    |